# La Maison maudite
La Maison maudite (The Shunned House) est une nouvelle d'horreur fantastique de l’écrivain américain Howard Phillips Lovecraft, écrite à la mi-octobre 1924 puis publiée pour la première fois sous forme de brochure non reliée et non distribuée en 1928, avant d'être réimprimée en octobre 1937 dans le pulp Weird Tales.
La nouvelle est traduite en français par Yves Rivière, dans la collection Présence du futur, en 1961.

## Résumé
Pendant plusieurs années, le narrateur et son oncle, le docteur Elihu Whipple, sont fascinés par une vieille maison située sur la rue des Bienfaits (Benefit Street). Le Dr Whipple a récolté beaucoup d’informations sur les problèmes de santé et les morts mystérieuses des gens qui ont vécu dans cette maison pendant environ cent cinquante ans. Les deux personnages sont également interpellés par les herbes étranges du jardin, les champignons blanchâtres et phosphorescents qui poussent dans la cave ainsi que par la mauvaise odeur qui émane du lieu.
Après que le narrateur découvre des émanations jaunâtres étranges dans la cave (qui rappellent la silhouette d’un homme allongé, recroquevillé), lui et son oncle décident de passer la nuit dans la maison à la recherche de forces surnaturelles. Ils installent des sièges et un matelas dans l’endroit et s’équipent de lance-flammes et de tubes de Crookes dans l’espoir de détruire l’éventuelle entité surnaturelle qu’ils pourraient trouver.
Alors que le narrateur monte la garde, le Dr Whipple, endormi, commence à s’agiter et à marmonner en français jusqu’au moment où il se réveille. Il dit à son neveu qu’il s’est vu allongé dans une fosse à l’intérieur d’une maison à l’allure toujours changeante tandis que des visages l’observaient : la plupart étaient ceux de gens morts dans la demeure.
Plus tard, le narrateur, qui n’est plus de garde, est réveillé par un cri terrible. Il voit un corps lumineux jaunâtre pris de convulsions qui le fixe de ses nombreux yeux avant de disparaître par la cheminée. Son oncle est devenu un monstre aux traits noircis, en putréfaction, et aux griffes dégoulinantes. Il se saisit alors du tube de Crookes, en vain, puis prend la fuite alors que le corps du Dr Whipple se dissout en prenant l’aspect des multiples visages des décédés.
Le narrateur revient le lendemain mais il n’y a plus de corps et le matériel est resté intact. Il élabore un plan et se fait livrer un masque à gaz militaire, des outils de jardin et six tonneaux d’acide sulfurique. Il creuse un trou dans le sol terreux de la cave et dispose les tonneaux tout autour car il pense tomber sur une espèce de créature monstrueuse. Il découvre finalement un tube bleu et blanc, translucide, plié en deux, qui mesure environ soixante centimètres de diamètre à son endroit le plus large. Le héros remonte alors en haut du trou à toute vitesse et vide quatre des six tonneaux en comprenant qu’il a trouvé le coude d’un monstre gigantesque. Il s’évanouit.
Alors qu’il revient à lui, le narrateur vide les deux tonneaux restants mais rien ne se passe. Il rebouche le trou et s’aperçoit que les champignons sont devenus des cendres inoffensives. Il pleure son oncle mais est soulagé d’avoir tué la créature. La maison redevient finalement normale et on trouve à la louer.